# Divisão do Pacífico (NHL)
A Divisão do Pacífico da NHL (em inglês:  Pacific Division; em francês:  Section Pacifique) é uma das duas divisões da Conferência Oeste da NHL, foi criada em 1993, devido à nova organização de divisões proposta na liga, atualmente é composta por oito equipes, sendo cinco dos EUA e três do Canadá.

## Composição atual
- Anaheim Ducks
- Calgary Flames
- Edmonton Oilers
- Los Angeles Kings
- San Jose Sharks
- Seattle Kraken
- Vancouver Canucks
- Vegas Golden Knights

## Composições anteriores

### Mudanças em relação à temporada 1992-1993
- A Divisão do Pacífico é formada a partir do reposicionamento proposto pela NHL.
- Calgary Flames, Edmonton Oilers, Los Angeles Kings, San Jose Sharks, e Vancouver Canucks são transferidos da Divisão Smythe para a Divisão do Pacífico.
- Mighty Ducks de Anaheim é adicionado como time de expansão.

#### 1993–1995
- Mighty Ducks of Anaheim
- Calgary Flames
- Edmonton Oilers
- Los Angeles Kings
- San Jose Sharks
- Vancouver Canucks

### Mudanças em relação à temporada 1994-1995
- Québec Nordiques é transferido para Denver, Colorado, e renomeado para Colorado Avalanche.
- Colorado Avalanche é transferido da Divisão Noroeste para a Divisão do Pacífico.

#### 1995–1998
- Mighty Ducks of Anaheim
- Calgary Flames
- Colorado Avalanche
- Edmonton Oilers
- Los Angeles Kings
- San Jose Sharks
- Vancouver Canucks

### Mudanças em relação à temporada 1997-1998
- Calgary Flames, Colorado Avalanche, Edmonton Oilers, e Vancouver Canucks foram transferidos para a Divisão Noroeste.
- Dallas Stars e Phoenix Coyotes foram transferidos da Divisão Central para a Divisão do Pacífico.

#### 1998–2006
- Mighty Ducks of Anaheim
- Dallas Stars
- Los Angeles Kings
- Phoenix Coyotes
- San Jose Sharks

### Mudanças em relação à temporada 2005-2006
- The Mighty Ducks of Anaheim foi renomeado para Anaheim Ducks.

#### 2006–2013
- Anaheim Ducks
- Dallas Stars
- Los Angeles Kings
- Phoenix Coyotes
- San Jose Sharks

### Mudanças em relação à temporada 2012-2013
- Calgary Flames, Edmonton Oilers e Vancouver Canucks foram transferidos da Divisão Noroeste.
- Dallas Stars foi transferido para a Divisão Central.

#### 2013-2014
- Anaheim Ducks
- Calgary Flames
- Edmonton Oilers
- Los Angeles Kings
- Phoenix Coyotes
- San Jose Sharks
- Vancouver Canucks

### Mudanças em relação à temporada 2013-2014
- O Phoenix Coyotes foi renomeado para Arizona Coyotes.[2]

#### 2014-2016
- Anaheim Ducks
- Arizona Coyotes
- Calgary Flames
- Edmonton Oilers
- Los Angeles Kings
- San Jose Sharks
- Vancouver Canucks

### Mudanças em relação à temporada 2016-2017
- O Vegas Golden Knights foi adicionado à divisão como time de expansão.[3]

#### 2017-2019
- Anaheim Ducks
- Arizona Coyotes
- Calgary Flames
- Edmonton Oilers
- Los Angeles Kings
- San Jose Sharks
- Vancouver Canucks
- Vegas Golden Knights

### Mudanças em relação à temporada 2019-2020
- A divisão não foi utilizada na temporada 2020-2021, e, devido às restrições da pandemia de COVID-19, a NHL foi reorganizada em quatro divisões sem conferências.
- Anaheim Ducks, Arizona Coyotes, Los Angeles Kings, San Jose Sharks e Vegas Golden Knights foram transferidos para a Divisão Oeste
- Calgary Flames, Edmonton Oilers e Vancouver Canucks foram transferidos para a divisão Norte.[4]

### Mudanças em relação à temporada 2020-2021
- A liga voltou ao antigo agrupamento de divisões e conferências, excetuando o Arizona Coyotes, que foi transferido para a Divisão Central.
- O Seattle Kraken foi adicionado à divisão como time de expansão.[5]

#### A partir de 2021
- Anaheim Ducks
- Calgary Flames
- Edmonton Oilers
- Los Angeles Kings
- San Jose Sharks
- Seattle Kraken
- Vancouver Canucks
- Vegas Golden Knights

## Campeões da divisão
- 1994 - Calgary Flames
- 1995 - Calgary Flames
- 1996 - Colorado Avalanche
- 1997 - Colorado Avalanche
- 1998 - Colorado Avalanche
- 1999 - Dallas Stars
- 2000 - Dallas Stars
- 2001 - Dallas Stars
- 2002 - San Jose Sharks
- 2003 - Dallas Stars
- 2004 - San Jose Sharks
- 2005 - Temporada não realizada devido ao locaute da NHL.
- 2006 - Dallas Stars
- 2007 - Anaheim Ducks
- 2008 - San Jose Sharks
- 2009 - San Jose Sharks
- 2010 - San Jose Sharks
- 2011 - San Jose Sharks
- 2012 - Phoenix Coyotes
- 2013 - Anaheim Ducks
- 2014 - Anaheim Ducks
- 2015 - Anaheim Ducks
- 2016 - Anaheim Ducks
- 2017 - Vegas Golden Knights[6]
- 2018 - Calgary Flames[7]
- 2019 - Vegas Golden Knights[8]
- 2020 - Vegas Golden Knights
- 2021 - Temporada não realizada após a covid-19.
- 2022 - Calgary Flames
- 2023 - Vegas Golden Knights
- 2024 - Vancouver Canucks

## Campeões da Copa Stanley
- 1996 - Colorado Avalanche
- 1999 - Dallas Stars
- 2007 - Anaheim Ducks
- 2012 - Los Angeles Kings
- 2014 - Los Angeles Kings
- 2023 - Vegas Golden Knights

## Fonte
- NHL History